# 62. ceremonia wręczenia nagród Brytyjskiej Akademii Filmowej
62. ceremonia wręczenia nagród BAFTA odbyła się 8 lutego 2009 roku. 15 stycznia 2009 roku zostały ogłoszone nominacje do nagród.
Najwięcej nominacji otrzymały dwa filmy – Slumdog. Milioner z ulicy i Ciekawy przypadek Benjamina Buttona – równo po 11 nominacji. O najlepszy montaż walczyło sześć tytułów, gdyż był remis w głosowaniu na nominacje.

## Laureaci i nominowani
Laureaci nagród wyróżnieni są wytłuszczeniem

### Najlepszy film
- Slumdog. Milioner z ulicy
- Ciekawy przypadek Benjamina Buttona
- Obywatel Milk
- Frost/Nixon
- Lektor

### Najlepszy brytyjski film
- Człowiek na linie – Man on Wire
- Głód
- Najpierw strzelaj, potem zwiedzaj
- Mamma Mia!
- Slumdog. Milioner z ulicy

### Najlepszy film zagraniczny
- Kocham cię od tak dawna, Francja
- Walc z Baszirem, Izrael
- Baader-Meinhof, Francja/Czechy/Niemcy
- Gomorra, Włochy
- Persepolis, Francja/USA

### Najlepszy reżyser
- Danny Boyle – Slumdog. Milioner z ulicy
- Clint Eastwood – Oszukana
- David Fincher – Ciekawy przypadek Benjamina Buttona
- Ron Howard – Frost/Nixon
- Stephen Daldry – Lektor

### Najlepszy aktor
- Mickey Rourke – Zapaśnik
- Frank Langella – Frost/Nixon
- Dev Patel – Slumdog. Milioner z ulicy
- Sean Penn – Obywatel Milk
- Brad Pitt – Ciekawy przypadek Benjamina Buttona

### Najlepsza aktorka
- Kate Winslet – Lektor
- Angelina Jolie – Oszukana
- Kristin Scott Thomas – Kocham cię od tak dawna
- Meryl Streep – Wątpliwość
- Kate Winslet – Droga do szczęścia

### Najlepszy aktor drugoplanowy
- Heath Ledger – Mroczny Rycerz
- Robert Downey Jr. – Jaja w tropikach
- Brendan Gleeson – Najpierw strzelaj, potem zwiedzaj
- Philip Seymour Hoffman – Wątpliwość
- Brad Pitt – Tajne przez poufne

### Najlepsza aktorka drugoplanowa
- Penélope Cruz – Vicky Cristina Barcelona
- Amy Adams – Wątpliwość
- Freida Pinto – Slumdog. Milioner z ulicy
- Tilda Swinton – Tajne przez poufne
- Marisa Tomei – Zapaśnik

### Najlepszy film animowany
- WALL·E
- Persepolis
- Walc z Baszirem

### Najlepszy scenariusz adaptowany
- Slumdog. Milioner z ulicy – Simon Beaufoy
- Ciekawy przypadek Benjamina Buttona – Eric Roth
- Frost/Nixon – Peter Morgan
- Lektor – David Hare
- Droga do szczęścia – Justin Haythe

### Najlepszy scenariusz oryginalny
- Najpierw strzelaj, potem zwiedzaj – Martin McDonagh
- Tajne przez poufne – Joel i Ethan Coenowie
- Oszukana – J. Michael Straczynski
- Kocham cię od tak dawna – Yves Marmion i Philippe Claudel
- Obywatel Milk – Dustin Lance Black

### Najlepsza muzyka
- Slumdog. Milioner z ulicy – A.R. Rahman
- Ciekawy przypadek Benjamina Buttona – Alexandre Desplat
- Mroczny Rycerz – Hans Zimmer i James Newton Howard
- Mamma Mia! – Benny Andersson i Björn Ulvaeus
- WALL·E – Thomas Newman

### Najlepsze zdjęcia
- Slumdog. Milioner z ulicy – Anthony Dod Mantle
- Oszukana – Tom Stern
- Ciekawy przypadek Benjamina Buttona – Claudio Miranda
- Mroczny Rycerz – Wally Pfister
- Lektor – Chris Menges i Roger Deakins

### Najlepszy montaż
- Slumdog. Milioner z ulicy – Chris Dickens
- Oszukana – Joel Cox i Gary D. Roach
- Ciekawy przypadek Benjamina Buttona – Kirk Baxter i Angus Wall
- Mroczny Rycerz – Lee Smith
- Frost/Nixon – Mike Hill i Dan Hanley
- Najpierw strzelaj, potem zwiedzaj – Jon Gregory

### Najlepsza scenografia
- Ciekawy przypadek Benjamina Buttona – Donald Graham Burt i Victor J. Zolfo
- Oszukana – James J. Murakami i Gary Fettis
- Mroczny Rycerz – Nathan Crowley i Peter Lando
- Droga do szczęścia – Kristi Zea i Debra Schutt
- Slumdog. Milioner z ulicy – Mark Digby i Michelle Day

### Najlepsze kostiumy
- Księżna – Michael O’Connor
- Oszukana – Deborah Hopper
- Ciekawy przypadek Benjamina Buttona – Jacqueline West
- Mroczny Rycerz – Lindy Hemming
- Droga do szczęścia – Albert Wolsky

### Najlepszy dźwięk
- Slumdog. Milioner z ulicy – Glenn Freemantle, Resul Pookutty, Richard Pryke, Tom Sayers i Ian Tapp
- Oszukana – Walt Martin, Alan Robert Murray, John Reitz i Gregg Rudloff
- Mroczny Rycerz – Lora Hirschberg, Richard King, Ed Novick i Gary Rizzo
- 007 Quantum of Solace – Eddy Joseph, Chris Munro, Mike Prestwood Smith i Mark Taylor
- WALL·E – Ben Burtt, Tom Myers, Michael Semanick i Matthew Wood

### Najlepsze efekty specjalne
- Ciekawy przypadek Benjamina Buttona – Eric Barba, Craig Barron, Nathan McGuinness i Edson Williams
- Mroczny Rycerz – Chris Corbould, Nick Davis, Paul Franklin i Tim Webber
- Indiana Jones i Królestwo Kryształowej Czaszki – Pablo Helman
- Iron Man – Shane Patrick Mahan, John Nelson i Ben Snow
- 007 Quantum of Solace – Chris Corbould i Kevin Tod Haug

### Najlepsza charakteryzacja i fryzury
- Ciekawy przypadek Benjamina Buttona – Jean Black i Colleen Callaghan
- Mroczny Rycerz – Peter Robb-King
- Księżna – Daniel Phillips i Jan Archibald
- Frost/Nixon – Edouard Henriques i Kim Santantonio
- Obywatel Milk – Steven E. Anderson i Michael White

### Najlepszy krótkometrażowy film animowany
- Wallace i Gromit: Kwestia tycia i śmierci – Steve Pegram, Nick Park i Bob Baker
- Codswallop – Greg McLeod i Myles McLeod
- Varmints – Sue Goffe i Marc Craste

### Najlepszy film krótkometrażowy
- September – Stewart le Maréchal i Esther May Campbell
- Kingsland #1 The Dreamer – Kate Ogborn i Tony Grisoni
- Love You More – Adrian Sturges, Sam Taylor-Wood i Patrick Marber
- Ralph – Olivier Kaempfer i Alex Winckler
- Voyages d’affaires – Celine Quideau i Sean Ellis

### Nagroda dla wschodzącej gwiazdy (głosy publiczności)
- Noel Clarke
- Michael Cera
- Michael Fassbender
- Rebecca Hall
- Toby Kebbell

### Nagroda Carla Foremana
(dla debiutujących reżyserów, scenarzystów i producentów)
- Steve McQueen – Głód (Reżyser/Scenarzysta)
- Simon Chinn – Człowiek na linie – Man on Wire (Producent)
- Judy Craymer – Mamma Mia! (Producentka)
- Garth Jennings – Syn Rambow (Scenarzysta)
- Solon Papadopoulos i Roy Boulter – O czasie i mieście (Producenci)

## Podsumowanie zwycięzców i nominacji

### Podliczenie zwycięzców
- 7 – Slumdog. Milioner z ulicy
- 3 – Ciekawy przypadek Benjamina Buttona

### Podliczenie ogłoszonych nominacji (ograniczenie do 2)
- 11 – Slumdog. Milioner z ulicy
- 11 – Ciekawy przypadek Benjamina Buttona
- 9 – Mroczny Rycerz
- 8 – Oszukana
- 6 – Frost/Nixon
- 5 – Lektor
- 4 – Najpierw strzelaj, potem zwiedzaj
- 4 – Obywatel Milk
- 4 – Droga do szczęścia
- 3 – Tajne przez poufne
- 3 – Wątpliwość
- 3 – Kocham cię od tak dawna
- 3 – Mamma Mia!
- 3 – WALL·E
- 2 – Księżna
- 2 – Głód
- 2 – Człowiek na linie – Man on Wire
- 2 – Persepolis
- 2 – 007 Quantum of Solace
- 2 – Walc z Baszirem
- 2 – Zapaśnik